# 52Nijmegen
52Nijmegen, tot in 2017 FiftyTwoDegrees, is een prismatisch kantoorgebouw in de Nederlandse stad Nijmegen. Het gebouw is met een knik geplaatst op een onderbouw in de vorm van een hellend grasveld. Dit laatste is het dak van een parkeergarage. Het gebouw staat op de hoek van de Neerbosscheweg en de Nieuwe Dukenburgseweg.

## Naam
De naam van het gebouw is een verwijzing naar de 52e breedtegraad. Overigens loopt de 52e breedtegraad niet over Nijmegen, maar iets ten noorden van de binnenstad van Arnhem. De exacte locatie van 52Nijmegen is 51°49’28" noorderbreedte.

## Masterplan
52Nijmegen was het in het oog springende deel van een masterplan dat dit deel van Nijmegen een nieuwe ruimtelijke structuur moest geven. Het ging om het gedeelte gelegen tussen de Neerbosscheweg, de spoorlijn Tilburg - Nijmegen, het Goffertpark en de Nieuwe Dukenburgseweg. Men beoogde met de uitvoering van dit masterplan de relatie tussen het technologisch complex van NXP (voorheen Philips) en het medisch cluster rond Sanadome en het Canisius Wilhelmina Ziekenhuis te versterken. Het masterplan voorzag verder in de ontwikkeling van retail, uitgaansgelegenheden, horecavoorzieningen en een nieuwe verkeersinfrastructuur. 
De volgende fase van het masterplan, een voorstadshalte op het regionale stoptreinennetwerk, werd met de oplevering van station Nijmegen Goffert in december 2014 gerealiseerd.

## Architectuur
FiftyTwoDegrees Business Innovation Center is een multifunctioneel complex dat in opdracht van Ballast Nedam is ontworpen door Francine Houben en Francesco Veenstra (verbonden aan Mecanoo Architecten). Omdat het programma van eisen dicteerde dat voor het projectmatig werken per verdieping 60 werkplekken gerealiseerd moesten worden, was een vloeroppervlakte van 22x60 meter nodig. Het eenvoudig opeenstapelen van de benodigde verdiepingen zou leiden tot een massief gebouw. De knik van 10 graden zorgt voor een zekere ‘lichtvoetigheid’. In de eigen woorden van Francine Houben moet de knik ook worden gezien als een uitnodigend gebaar om binnen te komen. Tegenover de geslotenheid van het NXP-complex staat de openheid van FiftyTwoDegrees. Het complex moet een inspirerende omgeving bieden voor ontmoetingen tussen kenniswerkers, producenten en consumenten uit de wereld van de technologie, media, marketing en lifestyle.
De gevelknik is niet het enige in het ontwerp dat opvalt. De gevel is voorzien van wisselende vlakken, die op enige afstand gezien, lijken op pixels in een willekeurig patroon. Van buitenaf zijn de verdiepingslagen niet direct herkenbaar, aan de binnenkant leidt dit tot wisselende interieurs voor de kantoorkamers.
Bijzonder is ook het groene hellende dak van de parkeergarage. Op deze manier wordt het maaiveld opgetild (refererend aan de stuwwallen in dit gebied) en komt er een bijzondere verbinding tot stand tussen kantoorgebouw en omgeving. In de volgende bouwfase zal dit hellend dak doorlopen en met een overkluizing over de Neerbosscheweg de verbinding met de oostelijk gelegen stadsdelen verzorgen.

## Gebruik
Het pand werd in 2006 gebouwd voor Philips Semiconductors, wat later NXP Semiconductors werd met het doel een kenniscentrum en innovatiecluster te realiseren. Dit is in de beginfase deels van de grond gekomen. Het complex bestaat uit 25.000 vierkante meter aan kantoorruimten en laboratoria. In 2014 werd de naam gewijzigd in 52 Nijmegen en werd Royal HaskoningDHV een grote huurder met vijf verdiepingen en volgden diverse kleinere en grotere ondernemingen. In 2014 werd tevens de entree opnieuw vormgegeven door Mecanoo. In juni 2016 werd het NXP bedrijfsonderdeel Standard Products (Nexperia) verkocht aan een consortium en werd 52 Nijmegen het nieuwe hoofdkwartier van deze nieuwe onderneming. Eind 2017 werd het pand verkocht aan vastgoedbedrijf Kadans dat al twee aangrenzende panden op de Novio Tech Campus bezat.   